# 3 Weiße Tauben
3 Weiße Tauben ist ein Lied der österreichischen Pop-Rock-Band Erste Allgemeine Verunsicherung aus dem Jahr 1998.

## Entstehung und Artwork
Geschrieben und komponiert wurde das Lied von EAV-Mitglied Thomas Spitzer. Dieser zeichnete darüber hinaus, zusammen mit Klaus Biedermann, auch für die Produktion verantwortlich.
Auf dem Frontcover der Single sind – außer Künstlernamen und Liedtitel – die titelgebenden drei weißen Tauben zu sehen, die sich auf einem rosafarbenen Dach erleichtern. Am oberen Rand ist der Name der Gruppe angegeben und darunter in weißer, kursiver Schrift der Titel der Single.

## Veröffentlichung
Die Erstveröffentlichung von 3 Weiße Tauben erfolgte als Teil des elften EAV-Studioalbums Himbeerland am 19. Oktober 1998. Am 11. Oktober 1999 erschien es erstmals als dritte Singleauskopplung aus dem Album. Diese erschien zunächst als 2-Track-Single mit der B-Seite 10 kleine Japanesen. Am 15. November 1999 erschien eine Maxi-Single, die um zwei Remixversionen zu 3 Weiße Tauben erweitert wurde.

## Inhalt
Im Liedtext geht es um die titelgebenden drei weißen Tauben auf dem Dach des Lyrischen Ichs. So moniert es, dass diese ihn wachhalten würden mit ihrem „Guru“ und sie sich auf ihm erleichtern würden. Folglich nimmt er ein Gewehr zur Hand und entledigt sich der drei Tauben, die nun ein Loch haben. Weiter meint er nun, dass über allen Dächern Ruhe sei, was eine Anspielung auf das Gedicht Über allen Gipfeln ist Ruh, Teil von Wanderers Nachtlied, von Johann Wolfgang von Goethe ist.

## Mitwirkende
| Liedproduktion - Mario Bottazzi: Musikproduzent - Eik Breit: Bass, Komponist, Musikproduzent - Klaus Eberhartinger: Gesang, Komponist, Musikproduzent - Nino Holm: Bass, Keyboard, Komponist, Musikproduzent - Peter Müller: Musikproduzent - Günter Schönberger: Komponist, Musikproduzent - Thomas Spitzer: Gitarre, Komponist, Liedtexter, Musikproduzent - Anders Stenmo: Musikproduzent, Schlagzeug | Unternehmen - Columbia Records: Musiklabel - EMI Music: Vertrieb |

## Charts und Chartsplatzierungen
3 Weiße Tauben stieg am 25. Oktober 1999 auf Platz 49 in die deutschen Singlecharts ein und erreichte seine Bestplatzierung vier Wochen später mit Rang 31 am 22. November 1999. Die Single konnte sich zehn Wochen in den Top 100 platzieren, letztmals in der Chartwoche vom 27. Dezember 1999.
| ChartsChartplatzierungen | Höchstplatzierung | Wochen |
| ------------------------ | ----------------- | ------ |
| Deutschland (GfK)        | 31 (10 Wo.)       | 10     |